# 﨑津集落

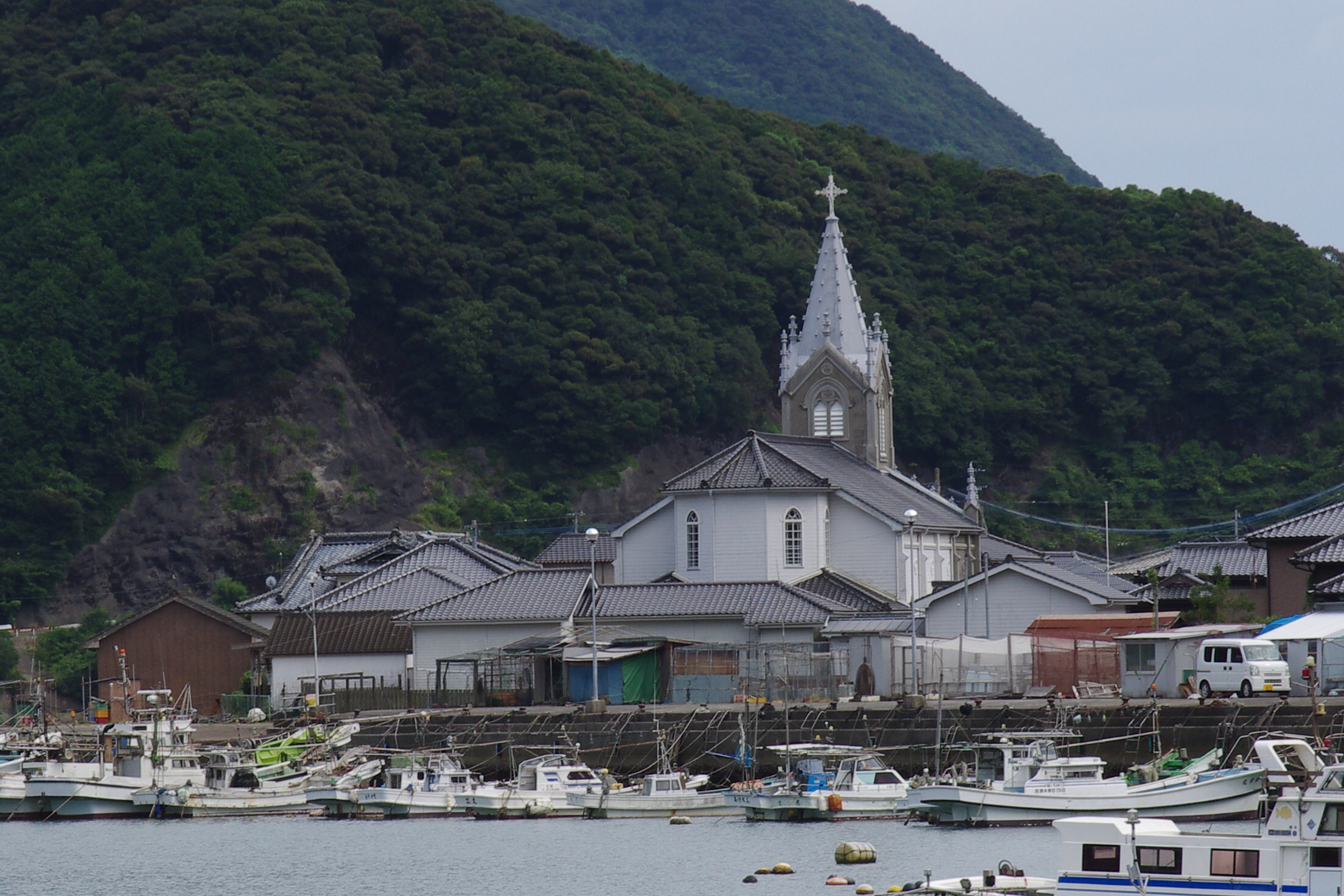
﨑津集落

﨑津集落（さきつしゅうらく）は、熊本県天草市河浦町﨑津一帯の総称で、羊角湾に面した潜伏キリシタンの里として知られる。
文化財保護法に基づき「天草市﨑津・今富の文化的景観」の名称で重要文化的景観として選定されているほか、2022年度にはグッドデザイン賞を受賞。
2016年に世界遺産登録審査予定であった「長崎の教会群とキリスト教関連遺産」の構成資産であったが、推薦は一時取り下げられて改めて2018年の審査対象となり、6月30日に長崎と天草地方の潜伏キリシタン関連遺産として世界遺産登録が決定した。

## 歴史
天草下島南部は室町時代より豪族の天草氏が領有し、1569年（永禄12年）に天草鎮尚が南蛮貿易目的でルイス・デ・アルメイダを招き布教が行われた。自身も1571年、洗礼を受けドン・ミゲルと称して、領内には教会も建てられた。﨑津は一般的ルートではないが遣唐使船が寄港するなど古くからの良港で、ルイス・フロイスの『日本史』には「Saxinoccu(サキノツ)」の記述があり、西洋にも知られていた。その後、キリシタン大名の小西行長が天草を含む肥後南部を支配することになり、豊臣秀吉のバテレン追放令後も宣教師を庇護した。
江戸時代になり1613年（慶長17年）の禁教令によりキリシタンは潜伏化し、1621年（元和7年）にはコンフラリアが組織された。1629年（寛永6年）には アントニオ・ジャノネ神父が﨑津で潜伏布教を行ったが、1637年（寛永14年）の島原・天草の乱によって天草は荒廃。だが、﨑津を含む下天草の人々は参戦しなかったことで、処罰されずに済んだ（﨑津は外界と隔絶していたため乱を知らなかった）。乱後に天草は天領となり、代官の鈴木重成が定浦制度を設け、次代の重辰が1659年（万治2年）に定浦を17ヶ所に増やした際に﨑津も指定されたことで漁業（キビナゴ漁）が盛んになるきっかけとなった。定浦制度とは御用（幕府公用）船と荷子（水夫）を調達させる代わりに漁業権を与え、運上の安定を図るもの。
しかし、全国的に宗門改と寺請制度が始まり、1717年（享保2年）には鎖国による南蛮船の来航と密航・抜け荷を監視する長崎奉行管轄の遠見番所が置かれ地役人が常駐したこともあり（湾口の岬に置かれ今でも「番所の鼻」と呼ばれている）、キリシタンは表向き仏教徒を装うようになった。現在では国道389号（﨑津バイパス）が集落を通過するが、かつては海路しか交通手段がなかったこともあり、隠れ住むのに適した地の利であった。
﨑津でも長崎各地の潜伏キリシタン同様オラショを唱えるなどしたが、長崎の五島と同じように、ロザリオやメダイとともにアワビやタイラギなどの貝殻を聖具とした。フランス人宣教師のフェリエ神父（1856〜1919）は明治期の1881年に宣教師として日本に派遣され、天草で7年間を過ごした。1882年ころに神父が記録した「天草についてのノート」には「古きキリシタンはみな神棚あり。位牌なり。また時どき貝がらあり。」と貝について触れ、「この貝がらは水方は貝がらの中の方を見てあるいは筋を見出せばこれを海に捨てられたる御影御像のベアトス様がたはその形になり、変わりておりなさるところというて　これに御水を授けてキリシタンに祭られるなり。」と大江や﨑津の当時のかくれキリシタンの信仰の様子を書き残していた。それによると貝がらの筋＝模様を見つけて、海に捨てられた殉教者らの姿を重ね、祭っていたという。ベアトスとはポルトガル語で敬虔な生涯と尊い死によって永遠の幸福を受けていると信じられる人々のことをいい、聖人や殉教者だとされる。元純心女子短大副学長でキリシタン史研究家の片岡弥吉（1908〜1980年）の「日本キリシタン殉教史」には、長崎市橋口町のサンタ・クララ教会跡の近くにあるベアトス様の墓を紹介し、3代将軍徳川家光のころ、現在の石神町にジワンノ（ジョアン）ジワンナ（ジョアンナ）ミギル（ミゲル）という親子3人のキリシタンが殉教し、信憑性がある伝承として紹介している。以上のことから信心具のアワビ貝と殉教者との関連性がうかがえるが、フェリエ神父のノートに貝殻の文様をマリア様に見立てたような記述や、その裏付けは一切、見当たらない。またアワビ貝を信心具に用いたのは天草だけではなく、長崎の五島にも多くの例があり、特別なものではない。
また、1651年（慶安4年）に建立された﨑津諏訪神社へ詣でる際には、「あんめんりうす（アーメン デウス）」と唱えていた。また、﨑津の潜伏キリシタンは踏み絵を拒絶せず、嫌疑を払拭した。実際には足の裏に紙を貼り直接聖像に触れないよう配慮したり、踏んだ足を洗いその水を飲むことで罪の許しを乞うゆるしの秘跡にしたという伝承もある。
1805年（文化2年）、﨑津・今富・大江・高浜の四郷10669人中5205人の潜伏キリシタンが摘発される「天草崩れ」が発生。しかし全員を処罰すると天領経営が成り立たなくなることから穏便に済ませたい江戸幕府の意向と、高浜の庄屋で高浜焼を興し『天草島鏡』を記した上田宜珍（源太夫・源作）の「心得違いをしていたが改心した」との取り成しで放免されたため多くは信仰を捨てなかった。これは前述の偽装棄教が功を奏したといえる。なお、天草崩れの取り調べの際、「悲しみ節（イエス・キリストが40日間荒野で断食したことに因む四旬節のこと）の時は多くが食を断つ」と証言しており、教会暦と教義の習慣が継承されていたことが窺える。
1873年（明治6年）に禁教令が解かれると、カトリックへの復帰が始まる。﨑津では1876年（明治9年）に多くが改宗し、1878年（明治11年）に熊本県知事の富岡敬明へ宗門人別改帳の転宗願いを届け出たが、1872年（明治5年）に戸籍法が制定され壬申戸籍が作られ宗旨の項目がなくなったことから受理されなかった。1880年（明治13年）に﨑津諏訪神社の隣に小さな小屋のような教会が建てられ、次いで1885年（明治18年）により大きな教会へ建て替えられた。明治中期には﨑津600戸のうち550戸がクリスチャンであったとされる。
明治後半から天草炭田の操業に伴い人や物資の往来が増え、﨑津は長崎航路が就航したことから船宿・料亭・映画館などができ、下天草随一の賑わいを見せた。さらに昭和40年代には漁法の近代化や漁船の大型化により、漁業（ちりめんじゃこ漁）の最盛期を迎えた。
1896年（明治26年）に﨑津村と今富村が合併して富津村となり、1954年（昭和29年）に富津村は町田村・新合村との合併で旧河浦町となった。2006年（平成18年）に現行の天草市となり、現在約350世帯が暮らしている。

### 世界遺産への歩み
2007年（平成19年）、長崎県が世界遺産登録推進会議と世界遺産学術会議を発足させ、翌年には近隣県の関連資産の検討を始めたことをうけ、天草市が教育委員会文化課内に登録推進室を設置（この時点では集落ではなく﨑津教会が対象）。
2009年（平成21年）、重要文化的景観に申請した「﨑津の文化的景観」と「大江の文化的景観」を長崎の二会議が﨑津教会とは別の資産候補として扱うことを検討。
2011年（平成23年）、﨑津地区が重要文化的景観に選定。
2013年（平成24年）、長崎県が正式な構成資産12ヶ所を確定したが、﨑津教会は文化財未指定で2004年（平成16年）に修復が行われ文化資材の真正性の欠如や信徒の同意が得られていないこともあり、候補には含まれなかった。
2014年（平成26年）、文化庁文化審議会により「天草の﨑津集落」として構成資産に追加決定。7月10日、長崎の教会群とキリスト教関連遺産が2016年の登録審査の正式候補となる。11月6日、バチカン市国・ユネスコ代表部大使のフランチェスコ・フォロが﨑津を訪問して、﨑津教会のみならず﨑津諏訪神社にも参拝し、世界遺産登録を応援することを約束。
2015年（平成27年）1月22日、推薦書を世界遺産センターへ提出。9月28日、ユネスコの委託を受けた国際記念物遺跡会議(ICOMOS)調査員（フィリピン人建築家のルネ・ルイス・S・マタ）による﨑津の現地調査実施。11月に現地調査の結果を精査するICOMOS内部の報告会に同席した文化庁職員が、「教会群の価値は潜在的に認めるが、禁教期の集落（補：﨑津と平戸島の春日集落）のように世界的にも稀有な長期の潜伏信仰という事象を反映していない」との指摘をうける。
2016年（平成28年）2月9日、同年1月15日付で通知された「推薦内容を禁教期重視に見直すべき」とのICOMOSから中間報告をうけ、﨑津集落を含み推薦を取り下げることが閣議了解。教会建築を主としてきた長崎県の構成資産は﨑津集落を手本に集落景観へと置き換え、法的保護根拠も重要文化的景観を主体とすることにした。7月25日、再推薦することが決定。
2017年（平成29年）2月1日、「長崎と天草地方の潜伏キリシタン関連遺産」と名称を改め、﨑津集落を含み再推薦が行われた。9月6日、ユネスコの委託を受けたオーストラリア・イコモスの調査員リチャード・マッケイによる﨑津の現地調査実施。
2018年5月4日、ICOMOSによる登録勧告が出される。同年6月30日、登録が決定。

## 地誌
﨑津集落は﨑津港の西岸、金比羅山を中心とする岬の東裾野にあり、国道389号から分岐し岬の海岸沿いを走る旧国道（サンセットライン）の700m程の区間に密集する集落。道路を挟み山側は山裾を開削して建てられた家屋が一軒毎に連なり、反対側は最長でも50mほど（最短10m弱）で海に出てしまう。家屋の大半は10坪前後しかない。
集落の景観を特徴づけるのは、狭い土地で暮らす知恵から生み出された海に突き出た平均幅5m四方の「カケ」（「掛け」が語源）というテラス状の木組足場と、密集した家屋の間をすり抜ける幅1m弱の「トウヤ（トーヤ）」（元来は「背戸屋」）という細い小路である。カケは船の係留や漁具の手入れ・干物干しなどに使われる。トウヤを抜けると海やカケに出る。現在、カケは19基、トウヤは約40本（戦後の下水道整備などに伴い私道として延長されたものがあり、数には諸説ある）。どちらも現役で使われており、活きた民俗文化財であり稼働遺産である。
江戸時代中期まで﨑津の海岸線は現在よりも10mほど内陸側にあり、埋立により陸地を広げたことが発掘調査で確認され、その際の地割り（区画）が1823年（文政6年）に描かれた『天草嶋﨑津港近郷海濵要図』（九州大学記録資料館蔵）に記されており、護岸の石積みも含め現代までほぼそのまま保たれていることが窺える。
﨑津では現在でも正月以外にも注連縄を掛けている家があり、これは潜伏キリシタンがキリシタンでないことを表した偽装で禁教時代の名残であるとの説もあるが、島根県出雲地方や三重県伊勢地方など他の地域にもあるため、また古文書など記録もないため、疑問が持たれる。
﨑津教会と﨑津諏訪神社を結ぶ道（カミの道）は、教会の聖体行列と神社の御神幸祭の空間（文化的空間）として共有されるなど、シンクレティズム・インカルチュレーション・アカルチュレーションの場として注目される。
世界遺産登録をうけ、﨑津諏訪神社と﨑津教会および曹洞宗寺院の普応軒で三宗教合同の御朱印発行を始めた。キリスト教教会での御朱印は初めてのことになる。 
2018年12月、集落入口に道の駅崎津が開設され、﨑津集落のインフォメーションセンターが併設された。

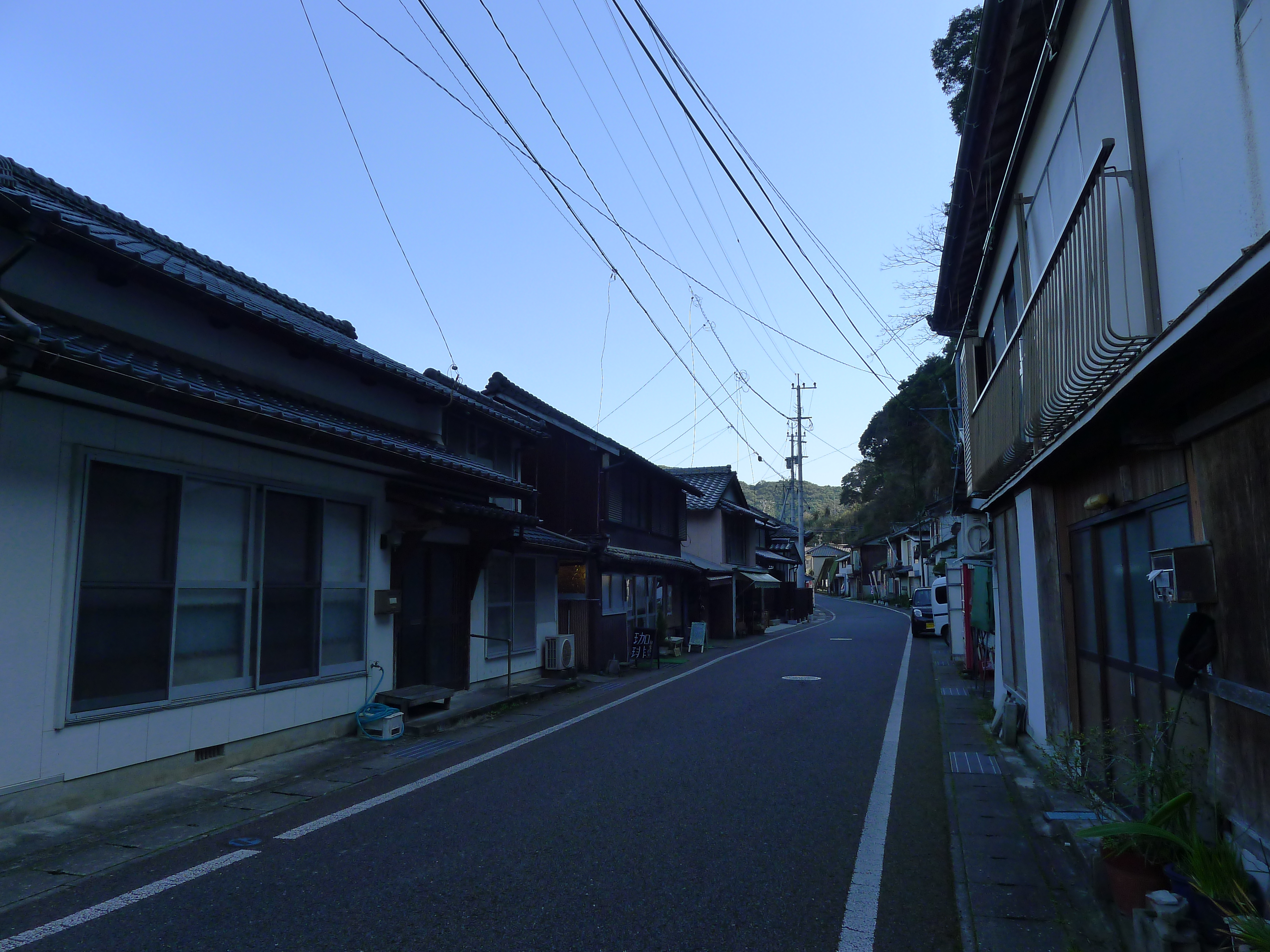
﨑津集落
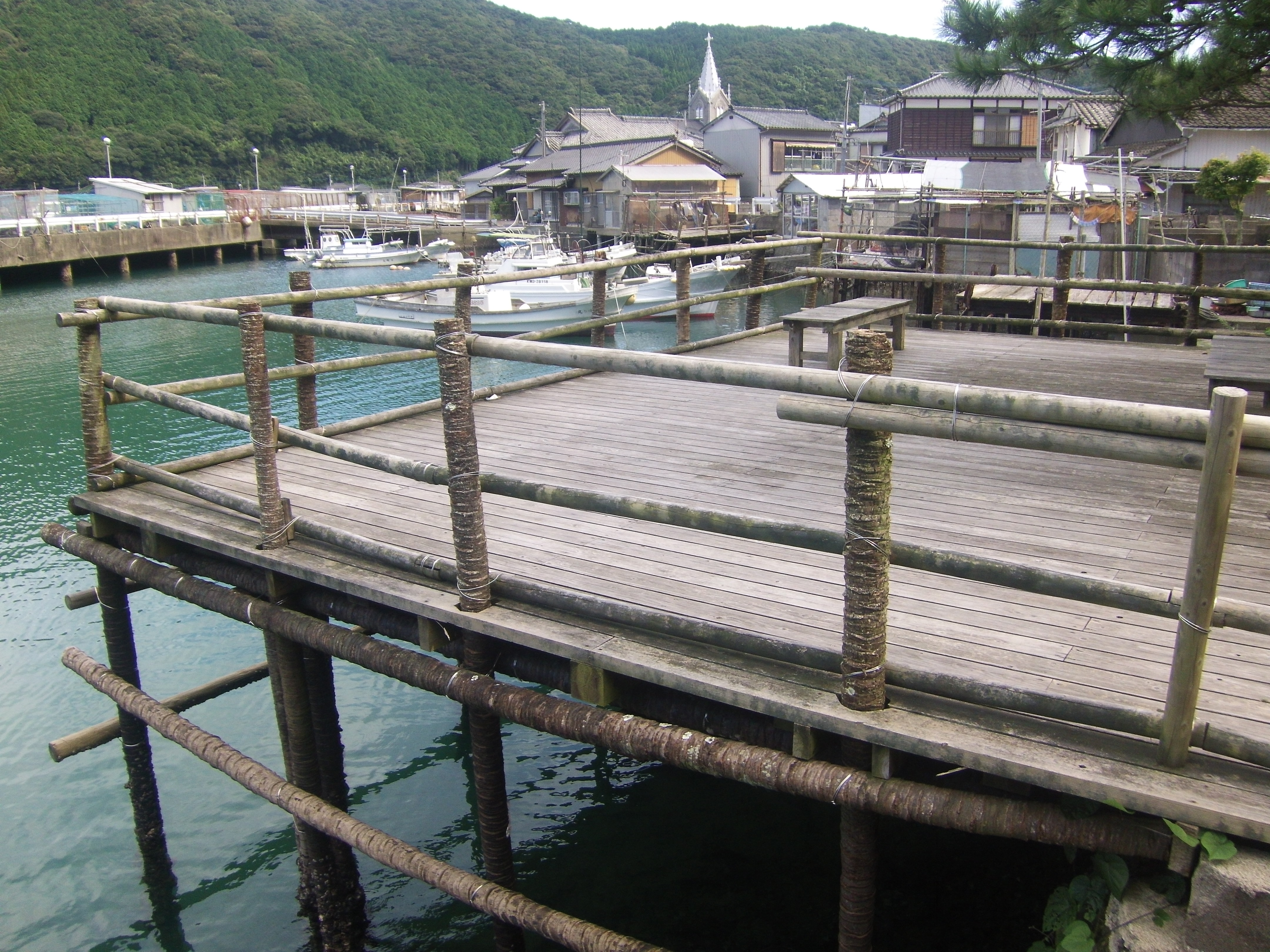
カケ
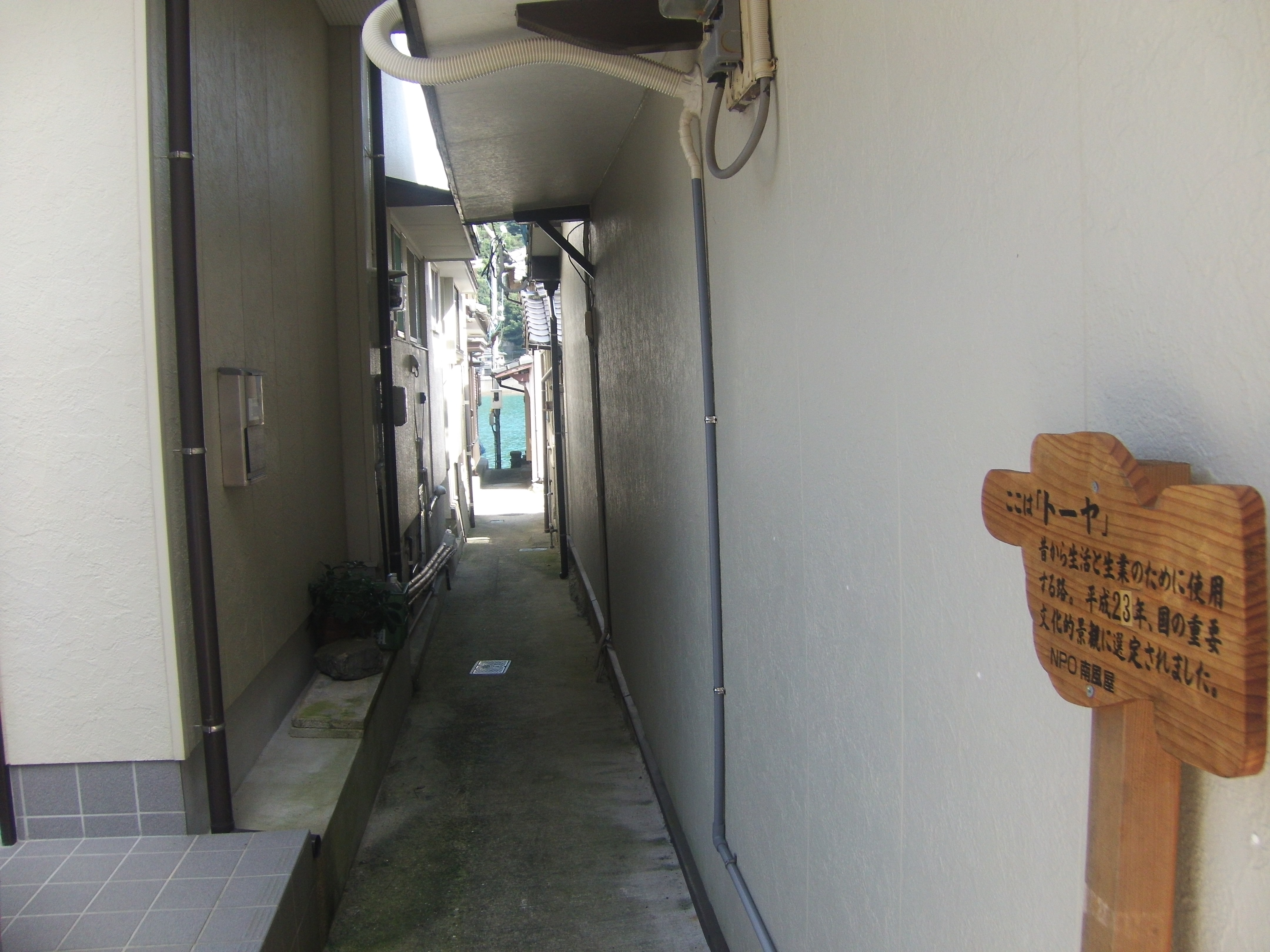
トウヤ
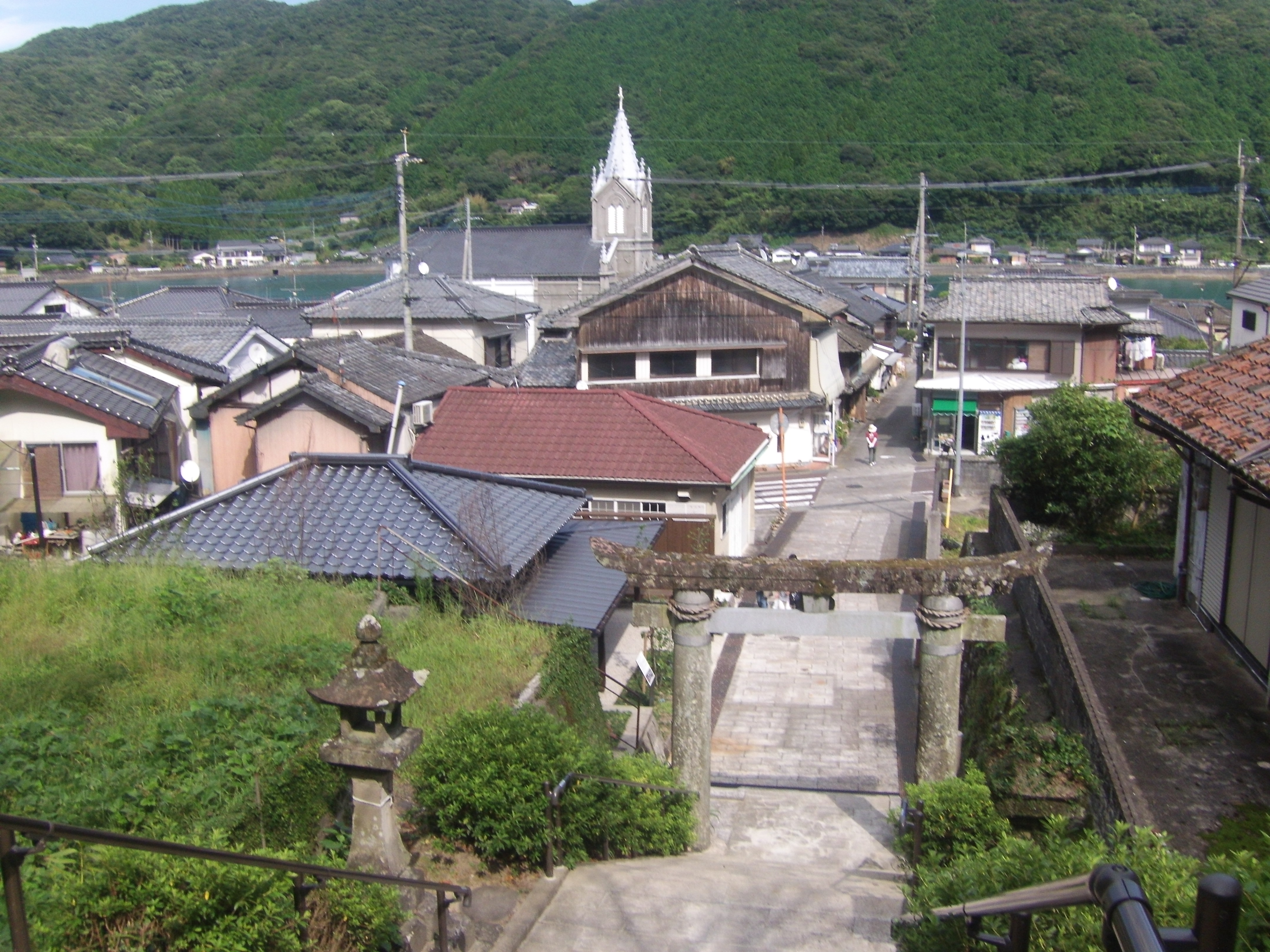
﨑津諏訪神社と﨑津教会を結ぶ道
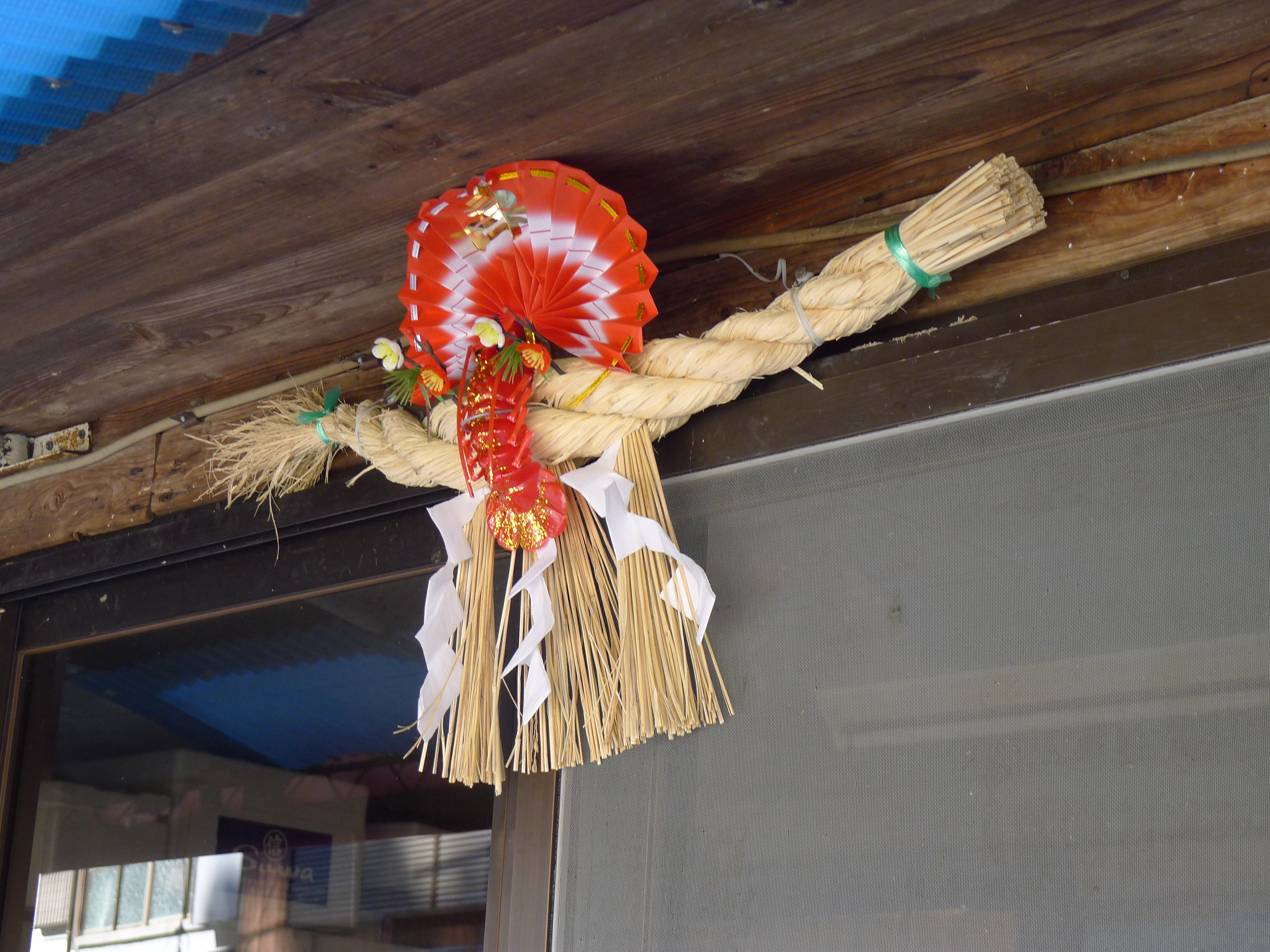
通年飾られている注連縄

文化的景観保護の取り組みとして、2010年（平成22年）に天草市文化財保護審議会に文化的景観整備管理委員会が設立され、市の都市計画課や県の土木部・農林水産部のみならず、国土交通省九州地方整備局や水産庁など国の機関を地方公共団体の文化部署が招集し、積極的に地域住民の意見も聞き、日常生活での利便性を損なわない「﨑津・今富の文化的景観」保全のための最善の策を検討。活動成果として国土交通省の社会資本整備総合交付金（旧街なみ環境整備事業）や経済産業省のコト消費空間づくり分担金の交付が受けられ、世界遺産登録へ向けた環境整備に充てることで地域の負担軽減につながった。これは全国の重要文化的景観選定地自治体が参考にしている。
世界遺産に求められる法的保護根拠など完全性（インテグリティ）は文化財保護法の重要文化的景観以外に、景観法・屋外広告物法や自然公園法による雲仙天草国立公園の一部として、さらに漁港漁場整備法の適用で港湾部の現状変更が制限され、急傾斜地の崩壊による災害の防止に関する法律により集落後背山斜面の樹木伐採が禁じられることで景観の保護につなげる珍しい応用も試みられ、都市計画法の第一種低層住居専用地域も視野に入れている。
熊本地震 (2016年)をうけ、町並景観を守るための耐震工事の検討と、鎌倉の世界遺産登録事前調査でイコモスから津波対策への甘さの指摘があり天草でも江戸時代の島原大変肥後迷惑のように津波が襲った歴史もあるので、地域での防災への自発的取り組みが始まった。

### 崎津教会（天主堂）
1927年（昭和2年）に赴任してきたフランス人司祭のハルブ神父（1864～1943）の希望で、かつて絵踏が行われた庄屋宅（吉田家）跡に鉄川与助によって1934年（昭和9年）に現在の﨑津教会が建立された。ゴシック様式の三廊式平屋で、リブ・ヴォールト天井構造に切妻屋根瓦葺き。正面の尖塔・拝廊と手前二間は鉄筋コンクリート製だが、予算の都合で祭壇を含めた奥三間は木造建築になっている。コンクリート部分の外壁は大正末期～昭和初期に流行したざらつき感のあるドイツ壁（モルタル掃き付け仕上げ）風に仕立てている。室内の壁は漆喰塗りで白く明るく、教会としては珍しい畳敷き（原則として内部の撮影は禁止）。
2004年から翌年にかけて老朽化に伴う改修工事が行われ、木造部分は化粧合板となっている。
教会自体は文化財指定をうけていないため、世界遺産の構成資産としては教会単独ではなく、﨑津集落内の景観の一部として扱われている（重要文化的景観でも構成要素に含まれていない）。
献堂式の際の信者は536人、現在は約400人ほどのクリスチャンがいる。
2020年（令和2年）4月以降、新型コロナウイルス感染症の流行により一般拝観を停止したほか、信徒のミサも自粛。その後、5月21日に熊本県の緊急事態宣言が解除されたことをうけミサを再開し、6月1日から一般拝観も再開。また、日本青年会議所宗教部会が提案した医療従事者への感謝を表し宗教施設の鐘を鳴らす「命の鐘アクション～鐘に願いを込めて～」に賛同し、教会堂の鐘を毎週金曜日の午後2時にコロナ感染が終息するまで鳴らし続ける。

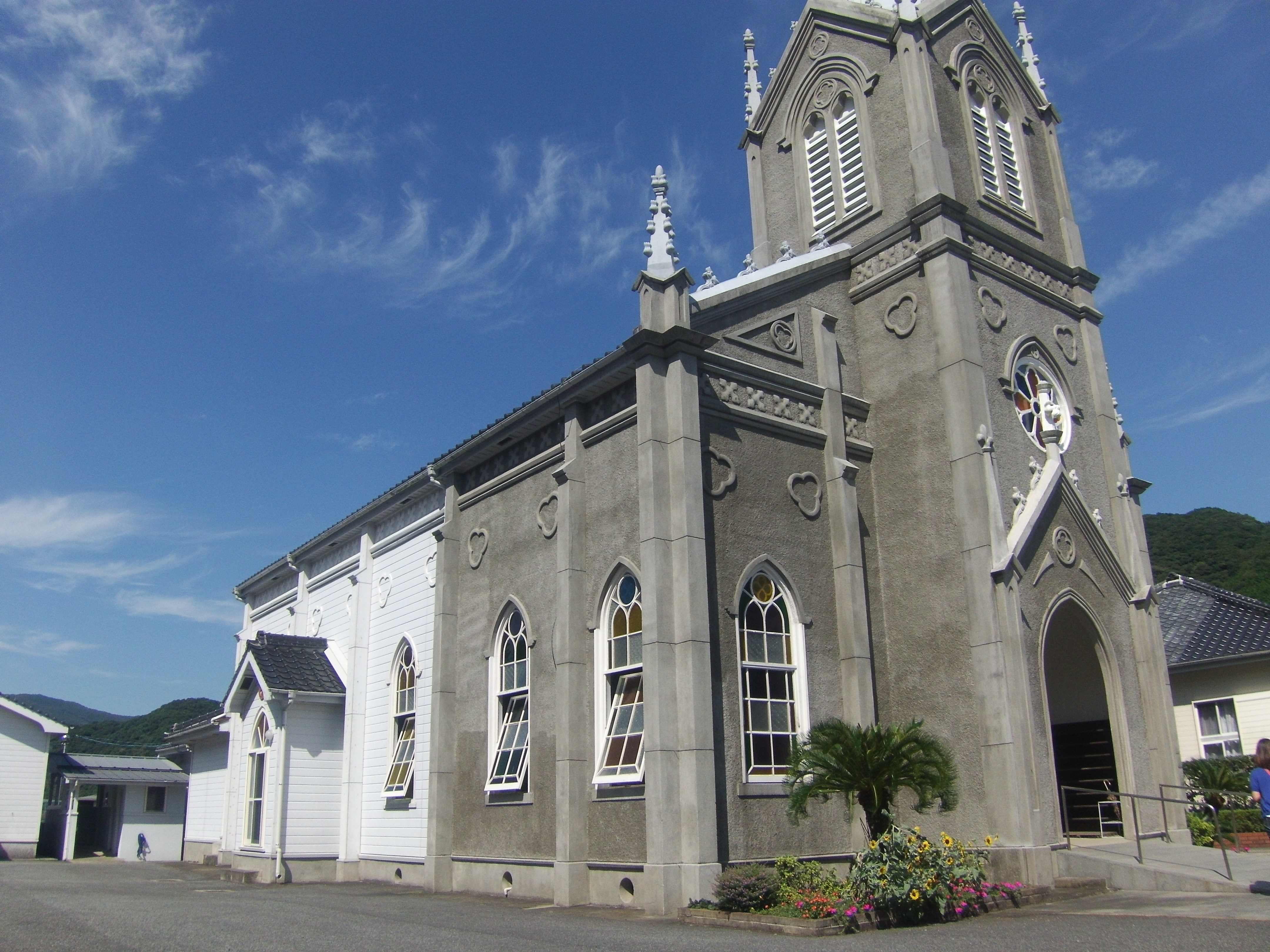
木造の後陣
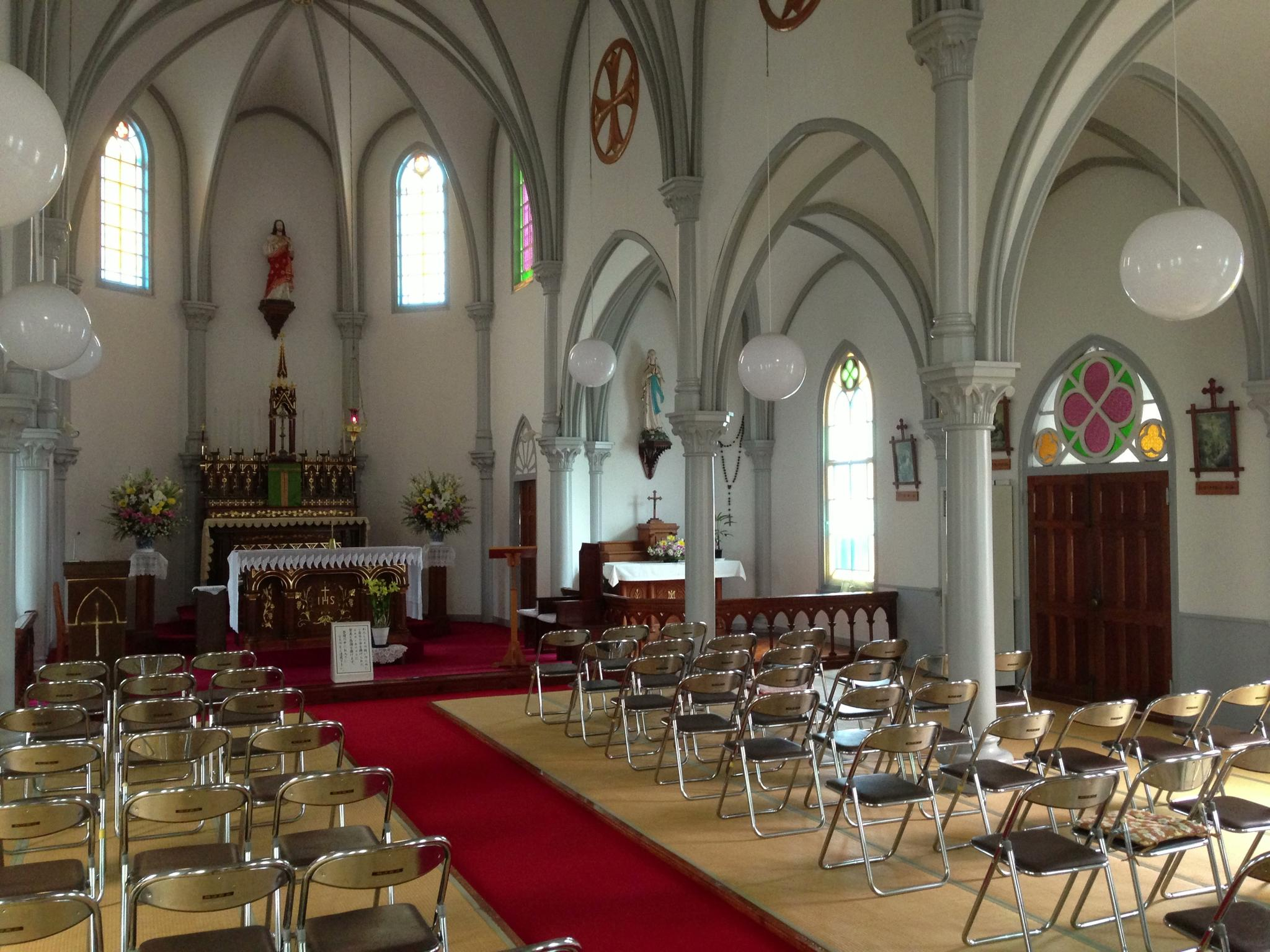
畳敷きの内部
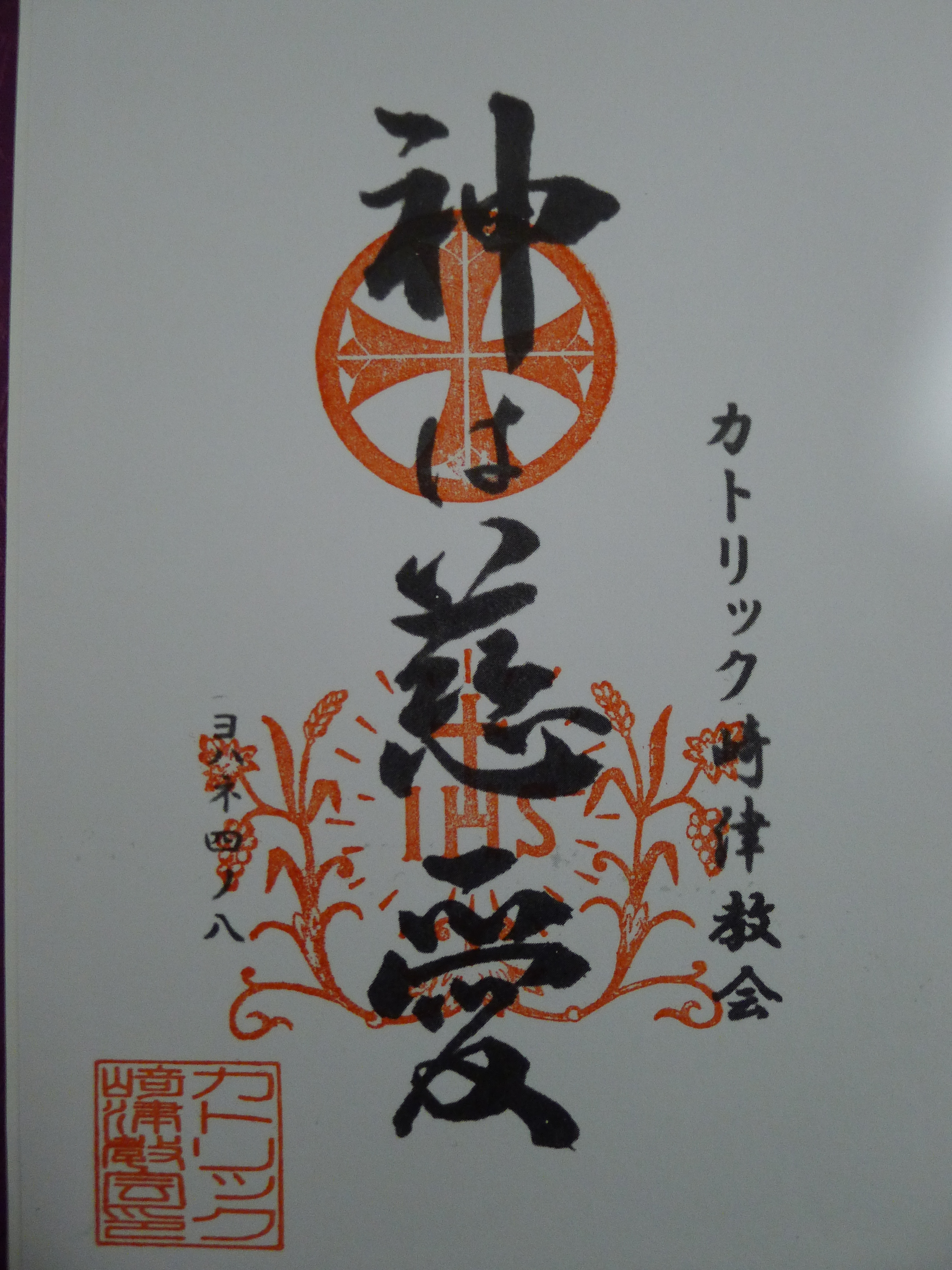
﨑津教会の御朱印
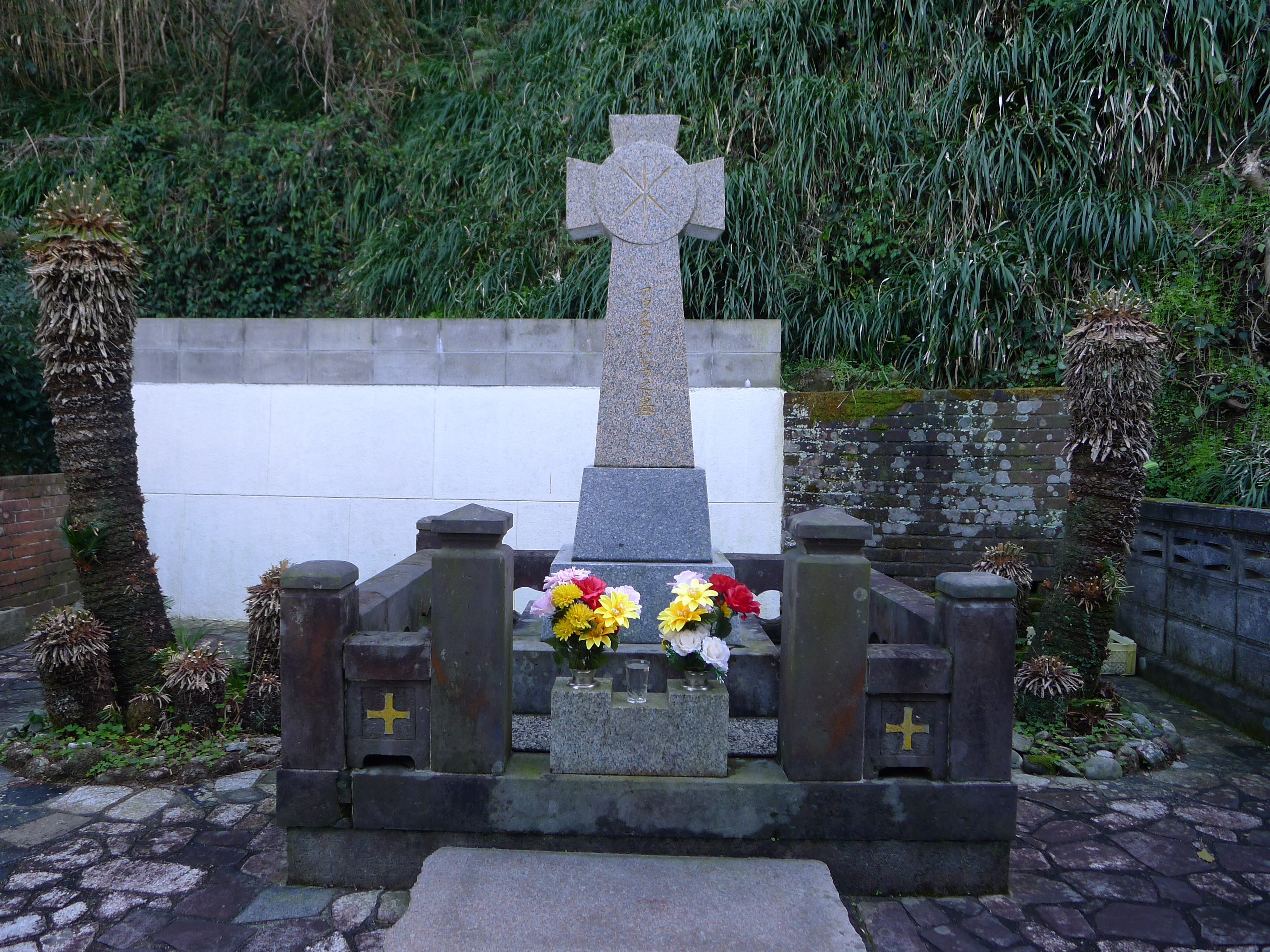
ハルブ神父の墓（教会敷地外）

### 今富集落
今富は﨑津の背後に連なる山間部の集落で、熊本県道35号牛深天草線が開通するまでは﨑津経由でなければどこにも行けない陸の孤島であったため、﨑津との密接な関係が構築された。住所は天草市河浦町今富（北緯32度19分38.88秒 東経130度1分15.62秒 / 北緯32.3274667度 東経130.0210056度）。約170世帯が暮らしている。今富川とその源流である大川内川・西川内川を境界に大川内・西川内・志茂（新田）の三地区から形成されている。2012年（平成24年）、﨑津に対し今富が重要文化的景観に追加選定された。
漁労の﨑津に対し、今富は農業が主体であるが、江戸時代初期までは﨑津の入り江（河内浦）が干潟として現在よりかなり内部まで入り込んでおり、今富にも船着き場があった。江戸中期より明治にかけて干拓が行われ農地を確保した。現在、田畑となっている志茂地区は干拓によって作られた。それ以前は山の斜面を切り拓いた段々畑と林業が細々と営まれていた。
昭和40年代より果樹栽培が導入され、昭和60年代に最盛期を迎えたが、その後は衰退し現在では果樹畑の大半は放棄されている。
明治以降、小規模ながら今富炭鉱が開発されたが、1965年（昭和40年）に閉山した。
今富の農業を支えた肥料は﨑津から持ち込まれた魚粕・干鰯・貝殻で、﨑津の海辺に見られる「カケ」は今富で取れた竹や棕櫚であるなど、両集落間は「メゴイナエ」という物々交換で生活経済が成り立ち、相互扶助の関係にあることから（文化循環）、重要文化的景観としては一体感をもって形成しているとしているが、「長崎と天草地方の潜伏キリシタン関連遺産」の構成資産ではない。
今富川にはクレソンが自生しているが、これはかつて宣教師が薬味・薬草として持ち込んだものが野生化したものとされ、「パードレ芹」と呼ばれるが、サンタマリア館の浜崎献作元館長の研究によると記録は一切なく、同地区を長年調査した結果その伝承もないということが分かった。

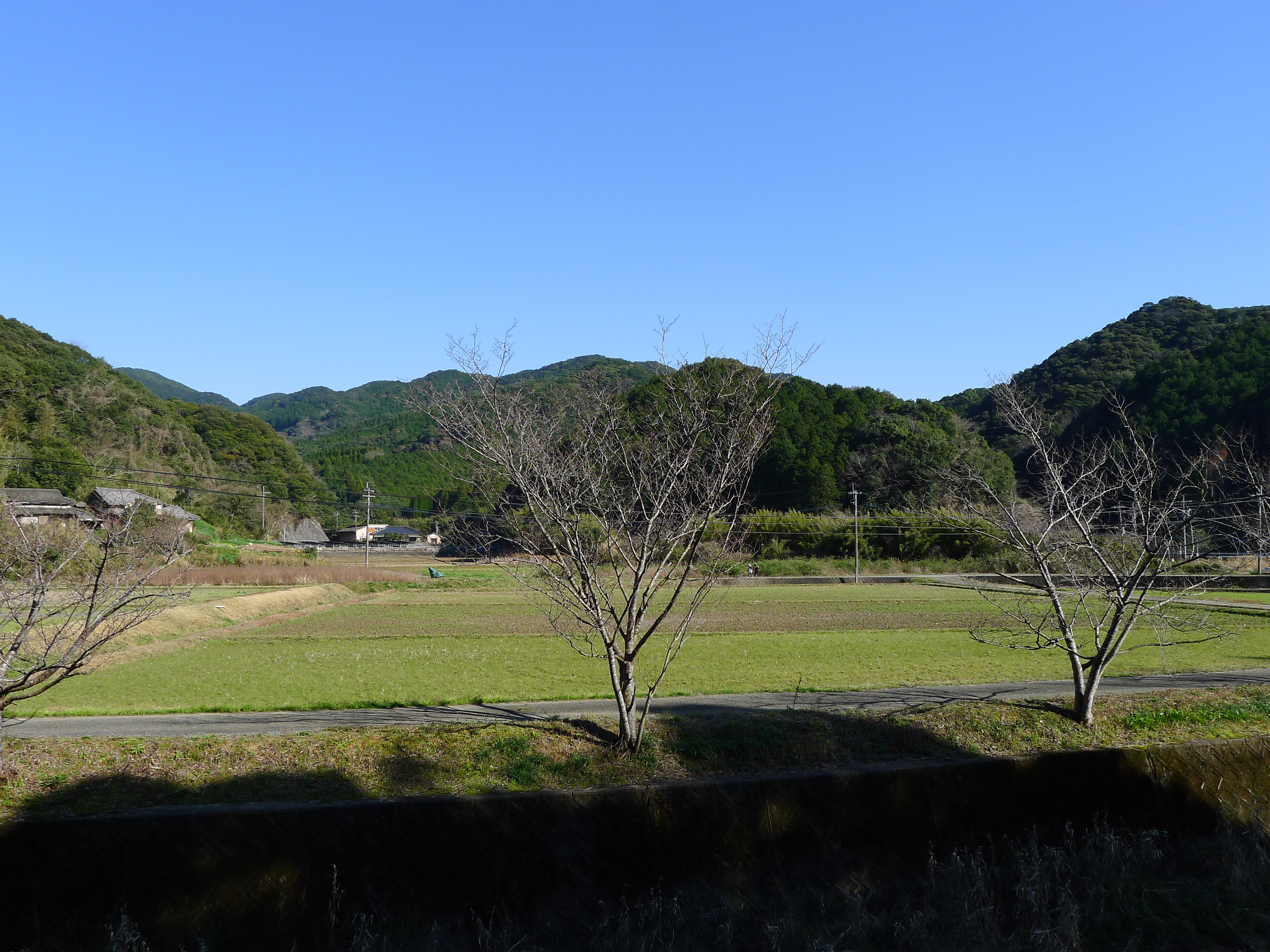
干拓農地と果樹園の名残
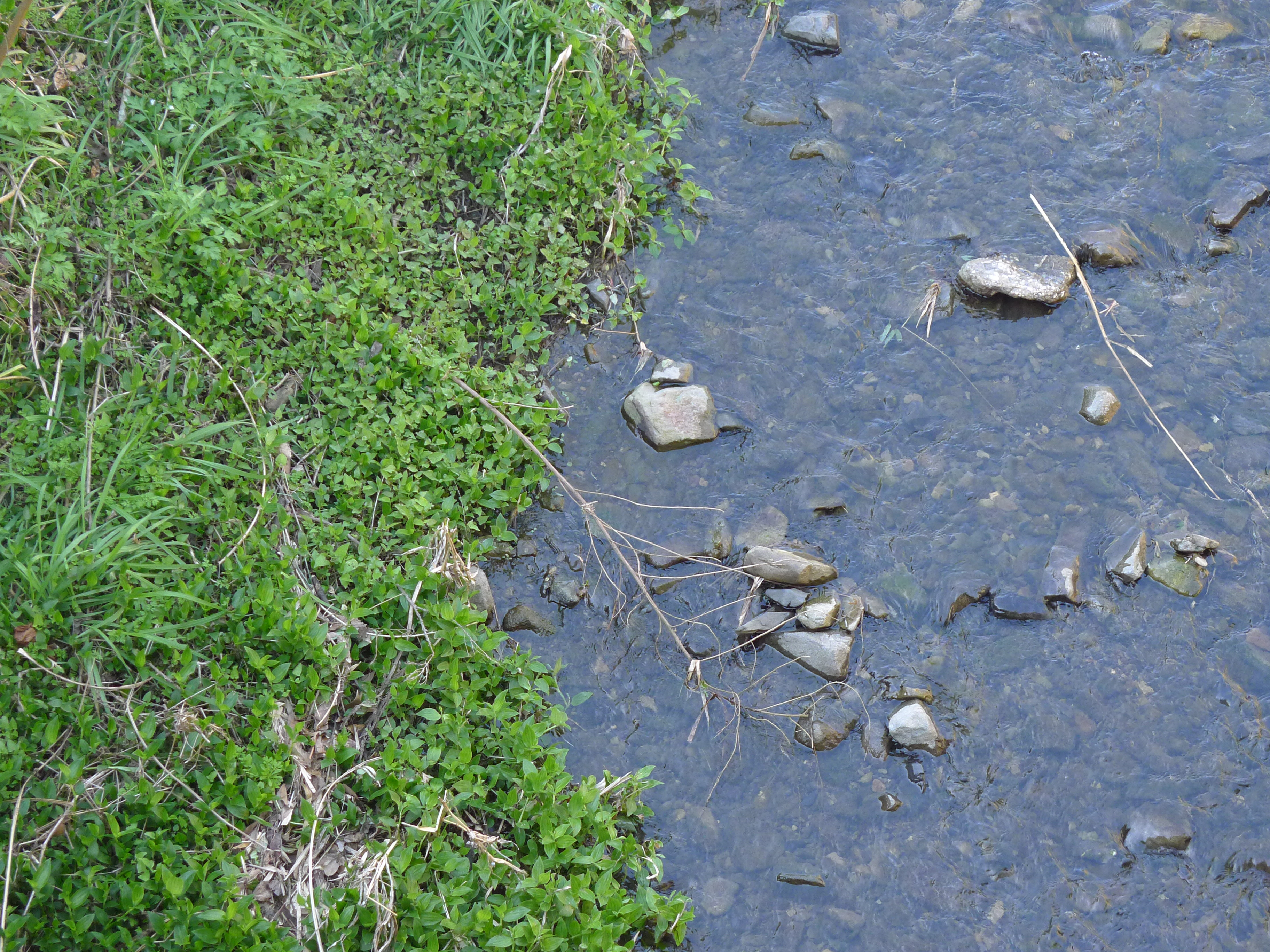
クレソンが自生する今富川

1804年（文化元年）、今富でキリシタンであることを示す物品が押収され、翌年の「天草崩れ」の引き金となった。ただ今富の庄屋は、事態の収束に尽力した上田宜珍の弟・友三郎であり、こちらも大事には至らなかった。
今富の潜伏キリシタンは隠れ蓑とした仏教・神道に加え、修験道にも感化し、土着の民俗的要素が強まった。他の地域の潜伏キリシタンは聖母マリアの姿を観音像に見立てたが（マリア観音）、大川内川上流の大山大神宮には天照大神の石像としてマリアを擬態化させたものがある。また、山中の岩場を聖域として参拝していた。
禁教が解けた後、1881年（明治14年）には今富教会堂が建立されたが、カトリックに復帰した﨑津とは対照的に隠れキリシタンの習俗を堅持した。天草に赴任したフェリエ神父の1884年（明治17年）の手記には、「今富村（大河内・西ノ河内・片白・仏の平・大山の迫）全体で274戸、内キリシタン241戸、仏教徒33戸」とあるが、キリシタンとしたものの多くが必ずしもカトリックに帰依していたわけではない。また、「水方」という世襲の神父代役が2人いたことを記している。しかし、水方の死もあって儀式が継承されなくなり、仏教・神道の中にキリスト教的要素を含む形で日常所作に残るのみとなった。現在今富には教会堂はない。

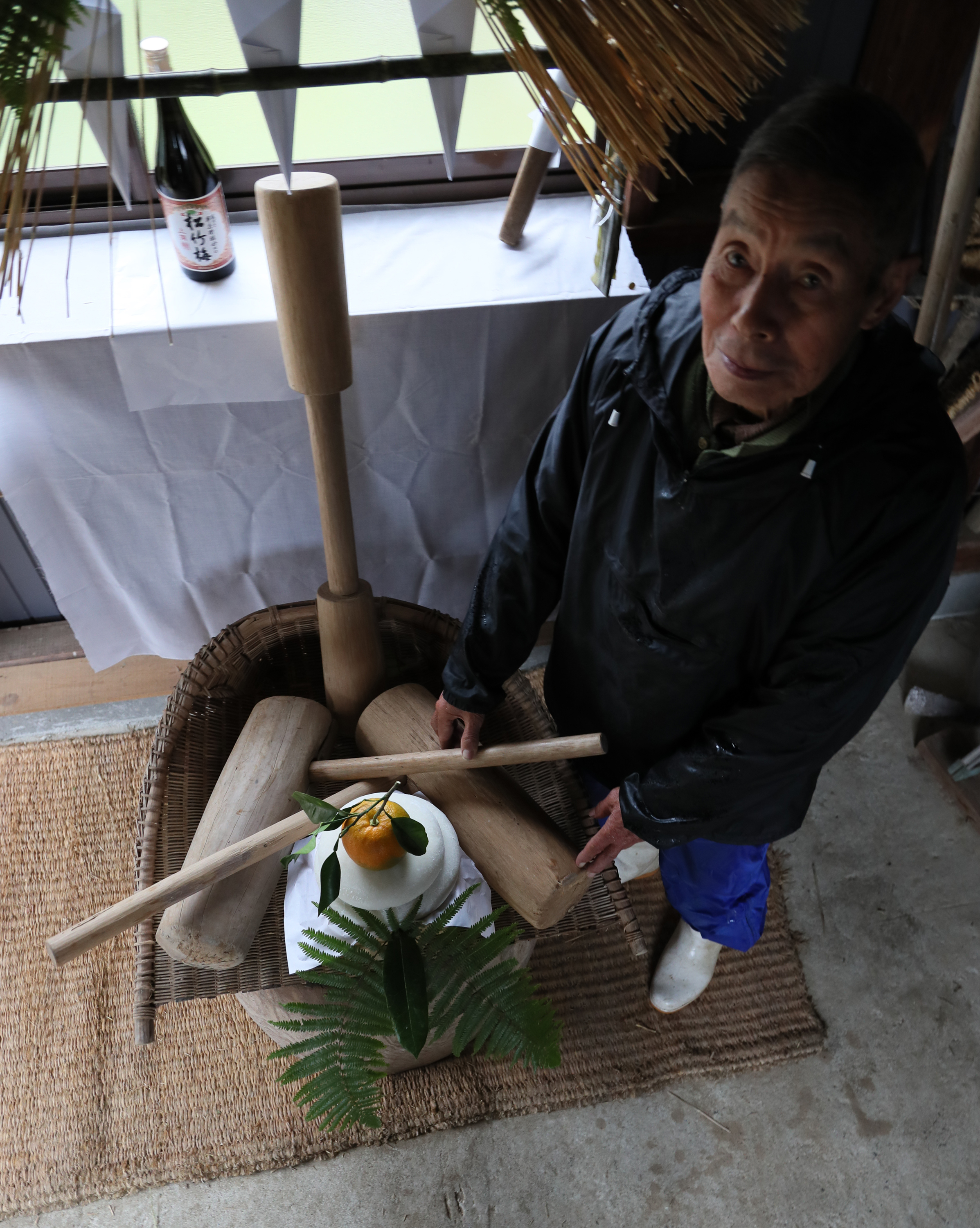
潜伏キリシタンの名残りをとどめる正月飾り

潜伏キリシタンの子孫で、今富の川嶋富登喜さん宅に伝わる正月飾りの幸木（さいわいぎ、さわぎ）の臼飾りは、餅つきの横杵（よこぎね）を2本交差させ十字架に見立てる置き方は、十二使徒の一人聖アンデレが処刑されたとされるＸ（かける）十字架「聖アンデレ十字」に由来し、その意味が秘められていることが前述の浜崎献作の研究で分かった。信仰がばれないようにするためで、さらにひっくり返した臼の中には神への供物として飯や煮しめを入れていた。しかし十字架などの聖遺物を入れたという伝えはない。作業は毎年12月25日のクリスマスに行われ、水方（キリシタン指導者）がやってきて、「衣替え」と称して祈祷に使われた古鏡「魔鏡」（ご神体）を包む和紙を交換していた。川嶋家の地蔵墓碑の台座には「山冠」（Λ）と「干十字」（十字の上に横線がある）を刻んであり、潜伏キリシタンであったことをうかがわせる。しかし禁教令が解かれた後、キリスト教に復活せず神道になったため、川嶋家は「隠れキリシタン」ではないが、幸木と共に習俗そのものが残っている。その年に家庭内に不幸がなければ藁のひもを結んで並べて行く。祈りも先祖の宗教を守らないと「罰が当たる」と親から教えられた先祖崇拝であり、キリストやマリアへの祈りではない。浜崎は「潜伏キリシタンが五穀豊穣を祈願する風習も取り入れ、キリスト教の伝来からその後、民俗宗教的なものに変容していった過程を知るうえで大変、貴重なものだ」という。

## 﨑津が登場する作品

### 小説
- 『天草回廊記 隠れキリシタン』示車右甫 海鳥社 2012 … 天草崩れを描く。小説の体裁をとっているが、文中に上田宜珍の日記など当時の古文書から詳しい日時・人名・証言を引用しており資料性が高い。世代を経て隠れキリシタンも取り調べる側も同時期処罰の対象だった隠れ念仏（隠し念仏）のような異端の派生仏教程度にしか捉えていなかった節が窺える
- 『藍より青く』山田太一 中央公論社・読売新聞社 1972 … 天草が舞台で主人公が家出をして﨑津の旅館に身を寄せる。1972年から翌年までNHK連続テレビ小説で映像化され、﨑津のシーンは実際に現地で撮影された

### ノンフィクション
- 『サンダカン八番娼館』山崎朋子 文藝春秋・筑摩書房 1972 … 明治時代に天草からボルネオのサンダカンへからゆきさんとして渡った女性の物語。﨑津で元からゆきさんの老婆と出会い話が展開する。1974年には『サンダカン八番娼館 望郷』として映画化され、﨑津のシーンは実際に現地で撮影された
- 『街道をゆく 島原・天草の諸道』司馬遼太郎 朝日新聞出版 1987 … 旅（取材）の最後に﨑津集落と教会を訪ねる。トウヤを「軒端(のきば)」と紹介している

## 交通アクセス
- 熊本桜町バスターミナル・熊本駅から九州産交バスあまくさ号に乗車し「本渡バスセンター」下車。九州産交バス牛深市民病院ゆきに乗り換え「一町田中央」下車、さらに同下田温泉ゆきにのりかえ「崎津」「崎津教会入口」下車。
- 九州自動車道松橋インターチェンジから103㎞。